# 平潟町 (横浜市)
平潟町（ひらがたちょう）は、神奈川県横浜市金沢区の地名。「丁目」の設定のない単独町名である。住居表示実施済み区域。

## 地理
西は洲崎町、北は町屋町、東は海の公園と接する。南西は平潟湾と、南は野島運河をはさんで乙舳町と面しており、運河沿いに金沢シーサイドライン野島公園駅がある。

## 歴史

### 沿革
- 1939年（昭和14年）7月1日 - 町界町名地番整理事業に伴い、金沢洲崎町の一部を分離し、平潟町を新設。横浜市磯子区平潟町となる[6]。
- 1948年（昭和23年）5月15日 - 金沢区の区制の施行により、横浜市金沢区平潟町となる[7]。
- 1966年（昭和41年）3月31日 - 埋立地を平潟町に編入する[8]。
- 1975年（昭和50年）7月28日 - 平潟町で住居表示を実施（金沢区東部第一次区）[9]し、町屋町の一部を編入、平潟町の一部を洲崎町へ編入、乙舳町との境界を変更する[10]。
- 1991年（平成3年）7月1日 - 埋立地を平潟町に編入する[11]。
- 1992年（平成4年）4月7日 - 埋立地を平潟町に編入する[11]。

## 世帯数と人口
2025年（令和7年）6月30日現在（横浜市発表）の世帯数と人口は以下の通りである。
| 町丁   | 世帯数    | 人口    |
| ------ | --------- | ------- |
| 平潟町 | 1,740世帯 | 3,156人 |

### 人口の変遷
国勢調査による人口の推移。
| 年                 | 人口  |
| ------------------ | ----- |
| 1995年（平成7年）  | 3,693 |
| 2000年（平成12年） | 3,595 |
| 2005年（平成17年） | 3,677 |
| 2010年（平成22年） | 3,538 |
| 2015年（平成27年） | 3,305 |
| 2020年（令和2年）  | 3,267 |

### 世帯数の変遷
国勢調査による世帯数の推移。
| 年                 | 世帯数 |
| ------------------ | ------ |
| 1995年（平成7年）  | 1,480  |
| 2000年（平成12年） | 1,502  |
| 2005年（平成17年） | 1,652  |
| 2010年（平成22年） | 1,595  |
| 2015年（平成27年） | 1,586  |
| 2020年（令和2年）  | 1,690  |

## 学区
市立小・中学校に通う場合、学区は以下の通りとなる（2024年11月時点）。
| 番・番地等 | 小学校             | 中学校             |
| ---------- | ------------------ | ------------------ |
| 全域       | 横浜市立金沢小学校 | 横浜市立金沢中学校 |

## 事業所
2021年（令和3年）現在の経済センサス調査による事業所数と従業員数は以下の通りである。
| 町丁   | 事業所数 | 従業員数 |
| ------ | -------- | -------- |
| 平潟町 | 59事業所 | 763人    |

### 事業者数の変遷
経済センサスによる事業所数の推移。
| 年                 | 事業者数 |
| ------------------ | -------- |
| 2016年（平成28年） | 62       |
| 2021年（令和3年）  | 59       |

### 従業員数の変遷
経済センサスによる従業員数の推移。
| 年                 | 従業員数 |
| ------------------ | -------- |
| 2016年（平成28年） | 814      |
| 2021年（令和3年）  | 763      |

## 交通

### 鉄道
- 横浜シーサイドライン 金沢シーサイドライン
  - 野島公園駅

## 施設
- 済生会若草病院

## その他

### 日本郵便
- 郵便番号 : 236-0023[3]（集配局：横浜金沢郵便局[21]）

### 警察
町内の警察の管轄区域は以下の通りである。
| 番・番地等 | 警察署     | 交番・駐在所 |
| ---------- | ---------- | ------------ |
| 全域       | 金沢警察署 | 洲崎交番     |